# Mantispa pasteuri
Mantispa pasteuri är en insektsart som beskrevs av Navás 1909. Mantispa pasteuri ingår i släktet Mantispa och familjen fångsländor. Inga underarter finns listade i Catalogue of Life.